# الاحتجاجات الكولومبية 2019
الاحتجاجات الكولومبية نوفمبر 2019، هي سلسلة من احتجاجات أمريكا اللاتينية التي انطلقت في كولومبيا ضد حكومة إيفان دوكي، مطالبين بالتصدي لعمليات تهريب المخدرات وأعمال العنف وتحسين أوضاع العمال، وأيضا دعم التعليم الرسمي، وحماية السكان الأصليين والمدافعين عن الحقوق، واحترام اتفاق السلام الموقع عام 2016 مع تنظيم "فارك".

## خلفية
بدأت الاحتجاجات كردة فعل على السياسة الاقتصادية والاجتماعية للبلد، وكذلك الدفاع عن اتفاق السلام الموقّع مع تنظيم فارك المسلح الذي هو أصل الحركة التي بدأت في 21 نوفمبر 2019. في الاضراب والمسيرات التي نظمتها النقابات العمالية، كما انضم الطلاب والسكان الأصليون والمنظمات البيئية والمعارضة.
يعتزم المتظاهرون التنديد برغبة الحكومة في جعل سوق العمل أكثر مرونة وإضعاف صندوق التقاعد العام للكيانات الخاصة وخفض سن التقاعد. كما يطالب الطلاب بوسائل التعليم العام، وإجراءات حماية السكان الأصليين فهي أهداف ضد المجموعات شبه العسكرية .
يميل السياق الأمني أيضًا إلى التدهور. وفقًا لأمين المظالم، تم قتل أكثر من 600 من القادة الاجتماعيين (النقابات أو ممثلي السكان الأصليين) منذ عام 2016. تم تسريح أكثر من مائة من المقاتلين السابقين، تم تسريحهم بموجب اتفاقيات السلام الموقعة بين الحكومة وفارك كما قتلوا في عام 2016 ،
تم البحث في العديد من الجمعيات التي أعلنت دعمها ليوم التعبئة، حيث يقع مقر مجلة.Cartel Urbano 

## التمرير
تجمع إضراب وطني في اليوم الأول عدة مئات الآلاف من الطلاب، منظمات السكان الأصليين، منظمات المعارضة، الدفاع عن البيئة. في اليوم التالي، حضر المظاهرات العديد من الأشخاص الذين يؤدون cacerolazos (حفلات المقالي).
تم نشر الجيش في المدن الرئيسية في البلاد. قرار طعن فيه مكتب حقوق الإنسان التابع للأمم المتحدة والذي يذكر بأن صيانة النظام يجب أن تقدمها الشرطة. الحدود مع بيرو، والبرازيل، وفنزويلا و الإكوادور تم إغلاقها لمنع «النظام العام ألتر الخارجية والأمن». وفُرض حظر التجول في العديد من مدن البلاد  .
وقعت اشتباكات على هامش بعض المواكب واستخدمت الشرطة الغاز المسيل للدموع وأطلقت الرصاص المطاطي على المتظاهرين.  . بحلول اليوم الثالث، كان هناك 3 قتلى و 300 جريح 
يبدأ رئيس الحكومة حوارًا وطنيًا في 24 نوفمبر 2019 ، يجمع بين القطاعات الاجتماعية المختلفة ورؤساء البلديات والمحافظين 